# Empusa fasciata
Empusa fasciata илити рогата богомољка је врста инсекта из реда богомољки и породице Empusidae.

## Распрострањење
Ова врста богомољке није широко раширена у свету. Њен ареал се протеже од Италије на истоку преко Југоисточне Европе до Украјине, Блиског Истока. У Србији је ова врста присутна. Насељава сува, топла станишта, често поред мора. У Србији је присутна на југу и истоку земље.

## Опис
То је витка богомољка, дуга 45-65 mm (мужјаци ситнији, женке буду велике и до 80 mm), бледозелене до жуте боје, са ногама које имају зелене до браон траке са жућкастим врхом. Има дугачке антене. Предаторска је врста и храни се најчешће бескичмењацима које активно лови. Презимљава у стадијуму нимфе. Одрасле јединке су активне од маја до јула (у зависности од географског подручја). Слична врста је Empusa pennata која насељава западну Европу.